# SV Grüna 12

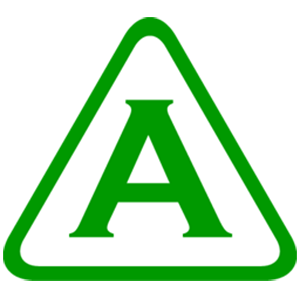
Historisches Logo des SV Grüna 12

Der SV Grüna 12 war ein deutscher Fußballclub aus Grüna bei Chemnitz. Er entstand 1912 aus den FSV Grüna und wurde nach dem Zweiten Weltkrieg im Jahr 1945 aufgelöst.

## Geschichte
Im damals noch eigenständigen Grüna entstand der FSV Grüna im Jahr 1908 durch die Herauslösung aus dem Arbeiterverein ATV 1848 Grüna und im Jahr 1912 entstand aus den FSV Grüna der SV Grüna 12. Die Fußballspieler waren bis in die Dreißigerjahre im lokalen Fußball der Stadt Chemnitz vertreten. Seinen größten Erfolg erreichte der Verein in der Saison 1936/37, als er sich als Sieger der Bezirksklasse Chemnitz für die Aufstiegsrunde zur Gauliga Sachsen qualifizierte. In dieser Runde sicherte sich der SV Grüna gemeinsam mit der SpVgg Leipzig-Lindenau den Aufstieg in die Gauliga. 
In der Spielzeit 1937/38 war die Grünaer Mannschaft chancenlos. Mit nur fünf Punkten und keinem einzigen Sieg stieg der Verein wieder ab, mit auch der zweite Aufsteiger SpVgg Leipzig-Lindenau. Für die Spielzeit 1944/45 qualifizierte sich der SV Grüna erneut für die Gauliga Sachsen und trat in der Gruppe Chemnitz Staffel 2 an. Nach dem Zweiten Weltkrieg wurde der SV Grüna 12 wie alle Sportvereine in der Sowjetischen Besatzungszone aufgelöst.

## Erfolge
- Aufstieg in die Gauliga Sachsen: 1936/37, 1944/45
- Meister der Bezirksklasse Chemnitz: 1936/37

## Nachfolge
Nach der Auflösung der SV Grüna 12 bildete sich die SG Grüna. Die Fußballmannschaft der SG startete in der viertklassigen Bezirksklasse Chemnitz und in der Saison 1950/51 stieg man in die Landesklasse Sachsen auf. In der ersten und einzigen Saison belegten die Grünaer den zehnten Tabellenplatz und waren damit vor der BSG Lokomotive Hainsberg und der BSG Mechanik Cainsdorf der beste Aufsteiger.
Im Jahr 1952 wurden in der DDR die Länder durch Bezirke ersetzt. Für den Fußball hatte dies zur Folge, dass die Landesklassen aufgelöst und durch die Bezirksligen ersetzt wurden. Die SG Grüna wurde in die Bezirksliga Karl-Marx-Stadt eingeordnet. Am 21. Februar 1954 wurde die SG Grüna in die Betriebssportgemeinschaft BSG Motor Grüna umgegründet. Die Saison 1953/54 beendete die BSG Motor als Vizemeister der Bezirksliga. In der Spielzeit 1956 erfolgte der Abstieg in die Bezirksklasse, die nach Einführung der neuen II. DDR-Liga 5. Liga war. Dort wurde sie ein Jahr später in die Kreisklasse durchgereicht.
1990 brach das System der Betriebssportgemeinschaften aufgrund der wirtschaftlichen Veränderung infolge der politischen Wende von 1989/90 zusammen, andererseits konnten wieder bürgerliche Vereine gegründet werden. Mitglieder der BSG Motor Grüna beschlossen daraufhin, die BSG in einen eingetragenen Verein umzuwandeln, und den Namen in Fußball-Sportverein (FSV) Grüna 08 zu ändern. 1999/2000 wurde der FSV Meister der Kreisliga Chemnitzer Land und gewann sowohl den Kreispokal als auch den Supercup. Als Meister stiegen die die Grünaer in die siebtklassige Bezirksklasse Chemnitz auf. 2004 gelang der Aufstieg in die Bezirksliga Chemnitz, dort konnte sich der FSV jedoch nur eine Saison lang halten. Danach fiel die Mannschaft wieder bis auf die Kreisebene zurück. Zur Saison 2011/12 befand sich der FSV Grüna in der Kreisoberliga Chemnitz. Zu Saisonbeginn schlossen sich die Spieler des SV 1860 Mittelbach dem FSV an. Beim SV 1860 Mittelbach konnte kein neuer Präsident gefunden werden, so fusionierten beide Vereine 2012 zum FSV Grüna-Mittelbach e.V.
Heimstätte des FSV war das Stadion Wiesengrund mit einer Kapazität von 2.000 Zuschauern.